# Törten
Törten, mundartlich Tärtn, ist ein Stadtbezirk von Dessau-Roßlau, einer kreisfreien Stadt im Bundesland Sachsen-Anhalt. Er liegt an der Mulde im Südosten Dessaus zwischen der alten Bundesstraße 184 (Heidestraße) im Westen und der Bundesautobahn 9 im Osten.
Törten ist vor allem durch die dortige Siedlung Dessau-Törten bekannt. Sie wurde durch Walter Gropius nach den Idealen des Bauhauses zwischen 1926 und 1928 errichtet. Die Siedlung sollte preiswerte kleine Reihenhäuser für Arbeiter schaffen. Insgesamt wurden 314 Häuser gebaut, deren Größe zwischen 57 und 75 Quadratmetern variiert. Bei einer Siedlungserweiterung 1930 entstanden die fünf Laubenganghäuser von Dessau-Törten, die seit 2017 zum UNESCO-Welterbe des Bauhauses und seine Stätten in Weimar, Dessau und Bernau gehören. Auch Carl Fieger, Architekturzeichner am Bauhaus, errichtete sein eigenes Wohnhaus dort. Des Weiteren steht in Törten das 1926/1927 von Richard Paulick und dem Bauhaus-Meister Georg Muche errichtete Stahlhaus.

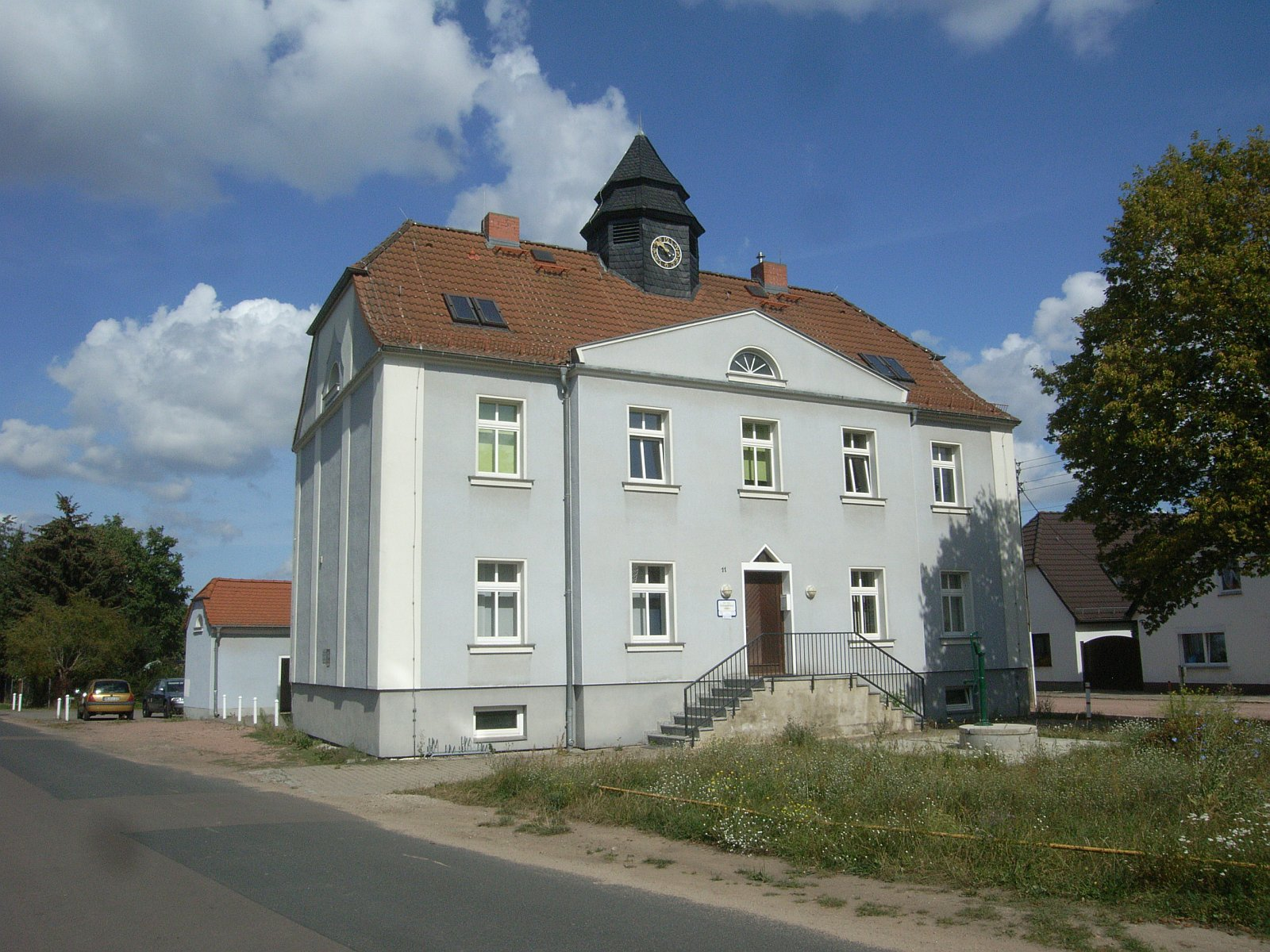
Ehemaliges Rathaus
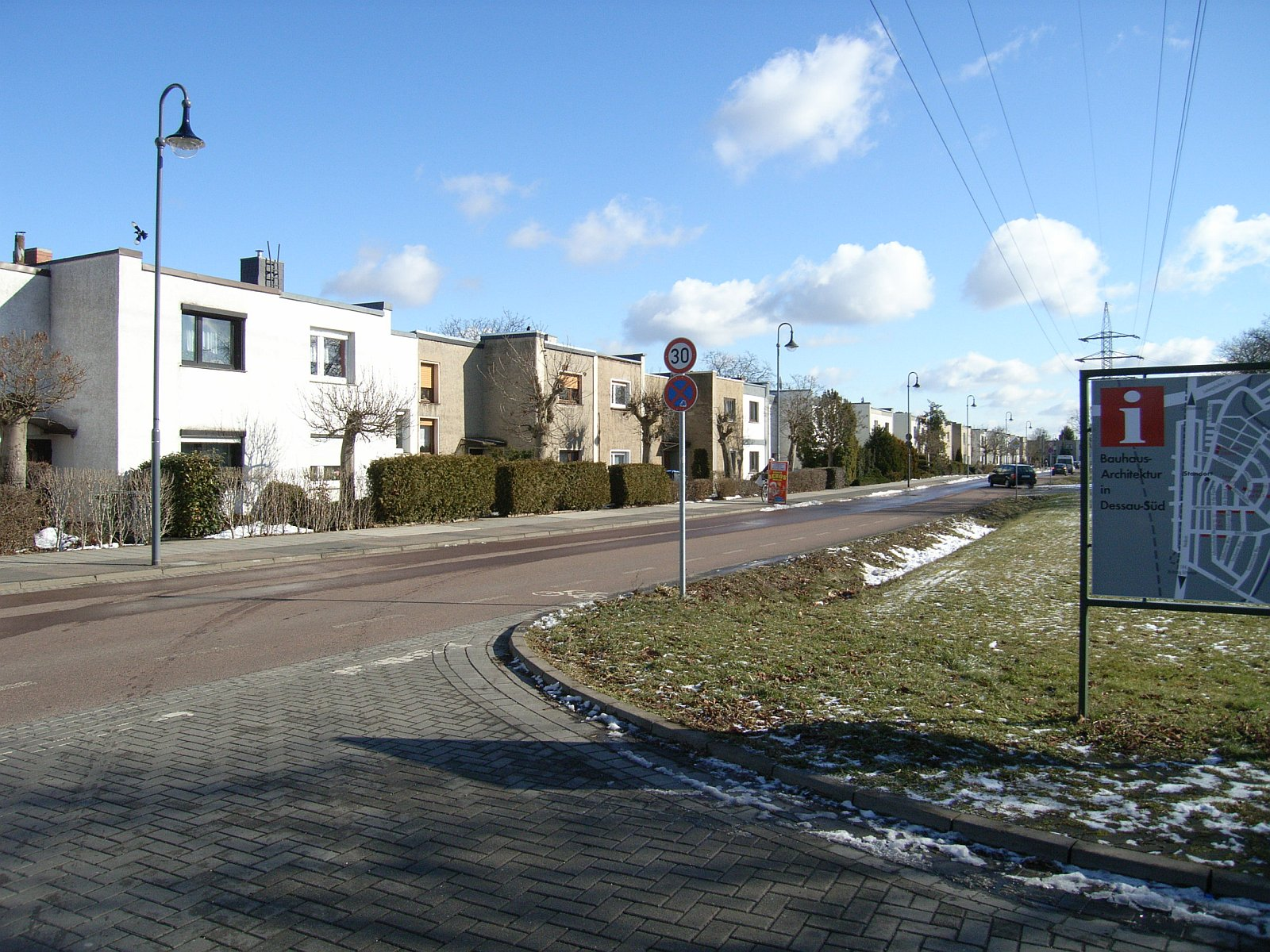
Gropiussiedlung Törten,(Ortsteil Dessau Süd)
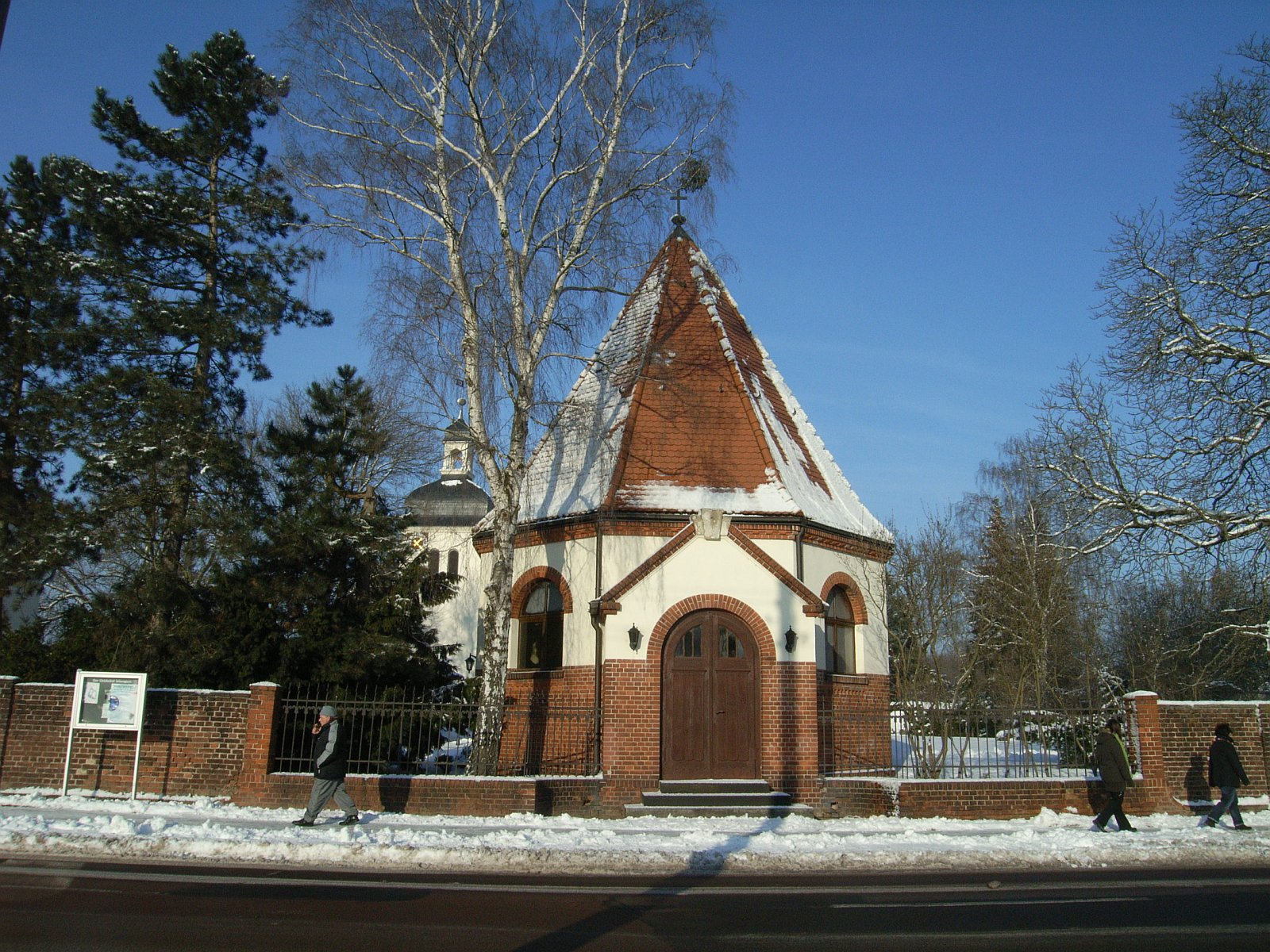
Friedhofskapelle
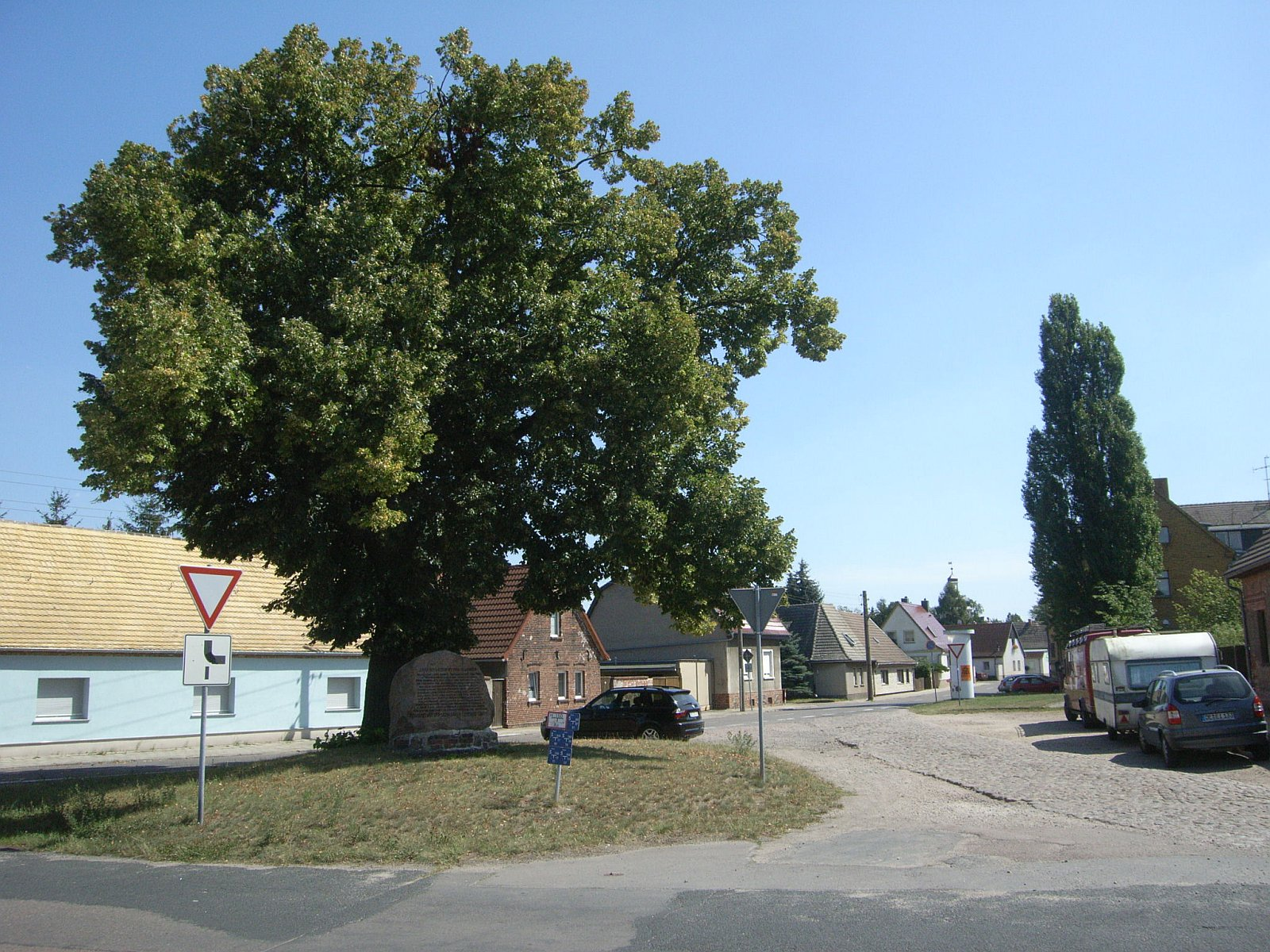
Gefallenengedenkstein 1914–1918
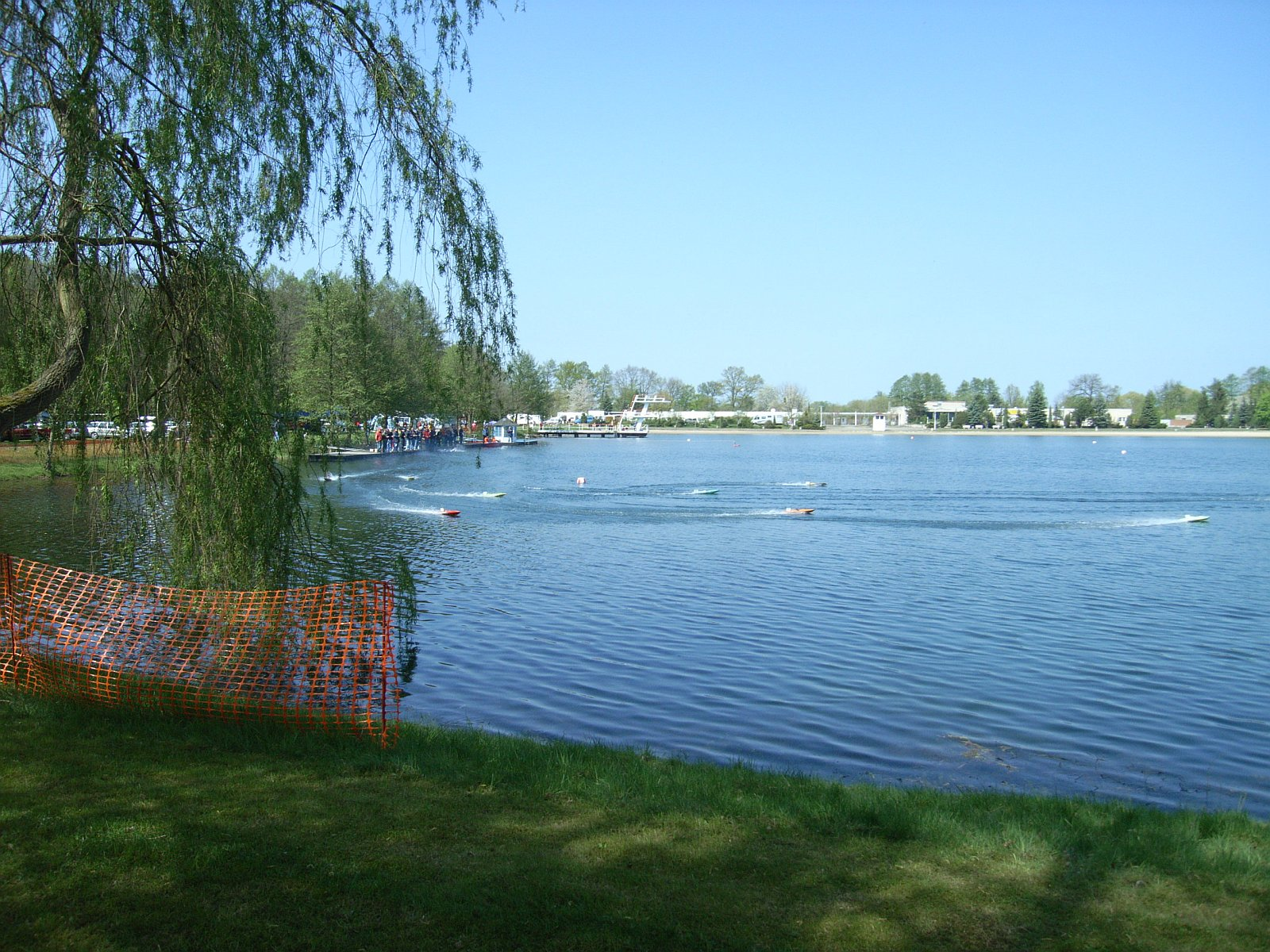
Modellbootrennen im Waldbad

## Siedlung Dessau-Törten
In Törten im heutigen Dessau-Süd entstand 1926/1928 eine Siedlung mit insgesamt 314 Reihenhäusern (Großring, Mittelring, Kleinring). Die Siedlung sollte dabei auch ein Beispiel dafür sein, wie die grassierende Wohnungsnot in der Zeit der Weimarer Republik bekämpft werden könnte. Die Wohnflächen der Häuser waren dementsprechend mit 57 bis 75 m² recht gering. Gleichzeitig verfügte jedes Haus über einen großzügigen Garten von 350 bis 400 m², der der Selbstversorgung dienen sollte. Eine industrielle Bauweise mit der Massenfertigung von Bauteilen (beispielsweise Außenwänden aus Jurkostein) sorgten für niedrige Kosten. Die Einheiten wurden dabei verkauft und nicht vermietet, um die Eigentümer von steigenden Mieten unabhängig zu machen. Auch architektonisch bot die Siedlung einige Neuigkeiten. Gemäß Gropius’ Maxime, dass Bauen auch das Gestalten von Lebensvorgängen sei, berücksichtigten die Bauten Überlegungen zu der Sonneneinstrahlung zu verschiedenen Tages- und Jahreszeiten und zu den Abläufen in einem Wohnhaus. Wegen der Flachdachbauweise wurden die Häuser von Konservativen stark kritisiert. Anfang Januar 1928 musste der Verkaufspreis für 100 Häuser des zweiten Bauabschnitts um 14 % erhöht werden. Es zeigten sich Mängel in der Entwurfskonzeption (Fenster sehr hoch, Fassaden zu dünn).
Die Siedlung hat zahlreiche nachträgliche Änderungen erfahren. Insbesondere die Fensterfronten sind fast durchweg verändert. Zahlreiche individuelle Fassadengestaltungen haben den ursprünglichen einheitlichen Eindruck der Siedlung, die trotz dieser Umbauten noch gut erhalten ist, aufgeweicht. Das Haus Anton in der Doppelreihe 35 ist weitestgehend im Originalzustand erhalten und ist im Rahmen einer Führung zu besichtigen. Das Haus Mittelring 38 wurde ab 1992 originalgetreu wiederhergestellt und wird heute von der Moses-Mendelssohn-Gesellschaft genutzt.

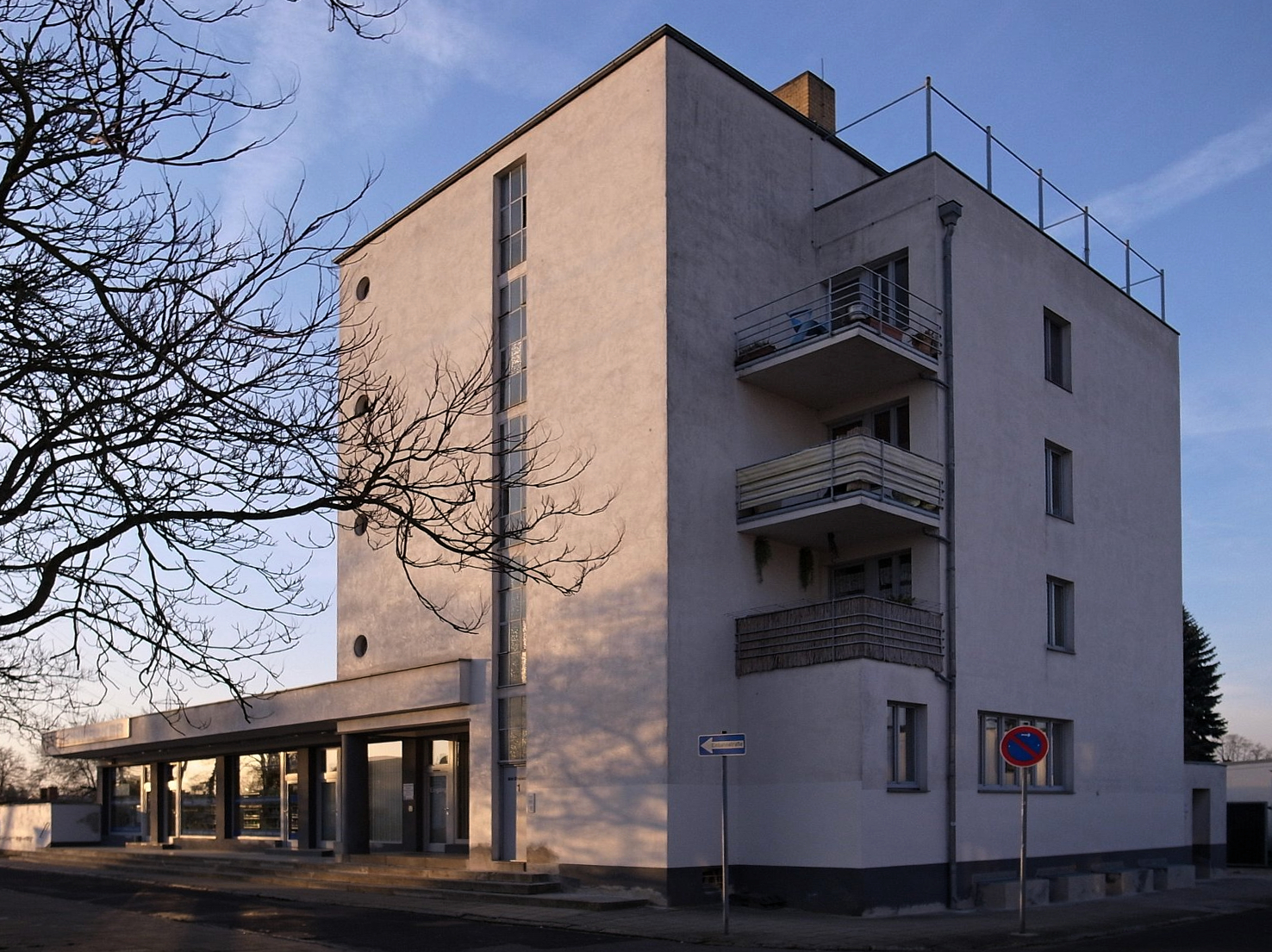
Konsumgebäude mit Infozentrum

Das 1928 nach einem Entwurf von Walter Gropius entstandene Konsumgebäude (eine Art umbauter Kaufhalle) wurde zu einem Zentrum der Törtener Siedlung. Es besteht aus zwei ineinandergeschobenen Kuben, einem horizontalen Ladenteil und einem vertikalen dreigeschossigen Wohnteil. So wird es heute noch genutzt. In dem ehemaligen Ladenteil befindet sich heute ein Informationszentrum zur Siedlung Törten, das täglich Führungen anbietet.

## Veranstaltungen
Seit 2006 findet jährlich das so genannte Pflaumenkuchenfest, ein Volksfest auf der Festwiese am Bürgerplatz statt.